# Марион, Шарль Луи Франсуа

Герб Шарля Мариона

Барон Шарль Луи Франсуа Марион (фр. Charles Louis François Marion; 1803—1866) — французский военный деятель, генерал-майор.

## Биография
Сын французского бригадного генерала, барона, участника революционных и наполеоновских войн Шарля Станисласа Мариона (1758—1812).
В 1821 году поступил на учёбу в Особую военную школу Сен-Сир. В 1823—1824 в чине лейтенанта нёс службу в охране короля. С 1828 г. служил в королевских драгунах. С 1832 г. — в 1-м егерском африканском полку во Французском Алжире.
За храбрость и особые отличия в схватках с арабами в 1837 г. награждён орденом Почётного легиона.
В 1847 г. — подполковник, командир 5-го драгунского полка.
В 1850—1852 — командир 3-го драгунского полка.
Бригадный генерал, командующий 5, затем 7 дивизией (1853 год), с марта 1854 г. — командир драгунской бригады кавалерийской дивизии армии Парижа, затем с 1856 г. — командир драгунской бригады кавалерийской дивизии императорской гвардии, с которой участвовал в Итальянской кампании 1859 года.
Закончил свою карьеру в звании генерал-майора (1862).

## Награды
- кавалер ордена Почётного легиона (13 января 1837 г.)
- офицер ордена Почётного легиона (17 февраля 1852 г.).
- командор ордена Почётного легиона (17 октября 1857 г.).
- Итальянская медаль (1859)
- командор Ордена Леопольда I (Бельгия)
- командор Ордена Святых Маврикия и Лазаря (Сардиния)